# Max Otto Lorenz
Max Otto Lorenz (Burlington (Iowa), 19 de septiembre de 1876-Sunnyvale (California), 1 de julio de 1959) fue un economista estadounidense

## Carrera
Max Otto desarrolló el concepto conocido como curva de Lorenz en 1905, para describir las desigualdades en las rentas. Publicó este concepto mientras era doctorando en la Universidad de Wisconsin-Madison. Su tesis doctoral, publicada en 1906, llamada 'Teoría económica de las tarifas ferroviarias', no hacía referencia alguna al que es, quizás, su concepto más famoso. 
Su carrera fue muy prolífica, tanto en publicaciones como en carrera docente, siendo consultado y empleado en diversas ocasiones por la Oficina del Censo de los Estados Unidos (equivalente a los diversos INE de España e Hispanoamérica) y otras instituciones estadounidenses de información estadística.
El término curva de Lorenz parece haber sido usado por primera vez en 1912 en el libro de texto The Elements of Statistical Method.

## Vida personal
Fue padre de tres hijos con su esposa Nellie: Fred, Roger, and Julian Lorenz.